# خسوف القمر 25 أبريل 2013
| الأتصال             | الوقتUTC |
| ------------------- | -------- |
| بدأ الكسوف الناقص   | 18:03:38 |
| بدأ الكسوف الجزئي   | 19:54:08 |
| أعظم الكسوف         | 20:07:30 |
| انتهى الكسوف الجزئي | 20:21:02 |
| انتهى الناقص الكسوف | 22:11:26 |

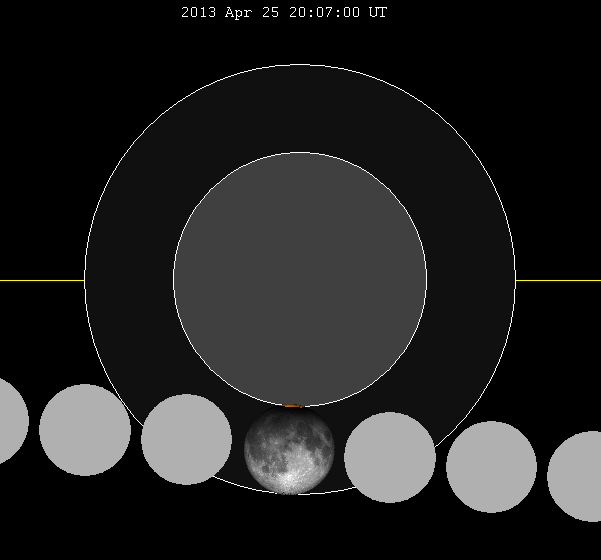
في هذا الكسوف الجزئي للقمر ترعى فقط الحدود الجنوبية من الظل للأرض.

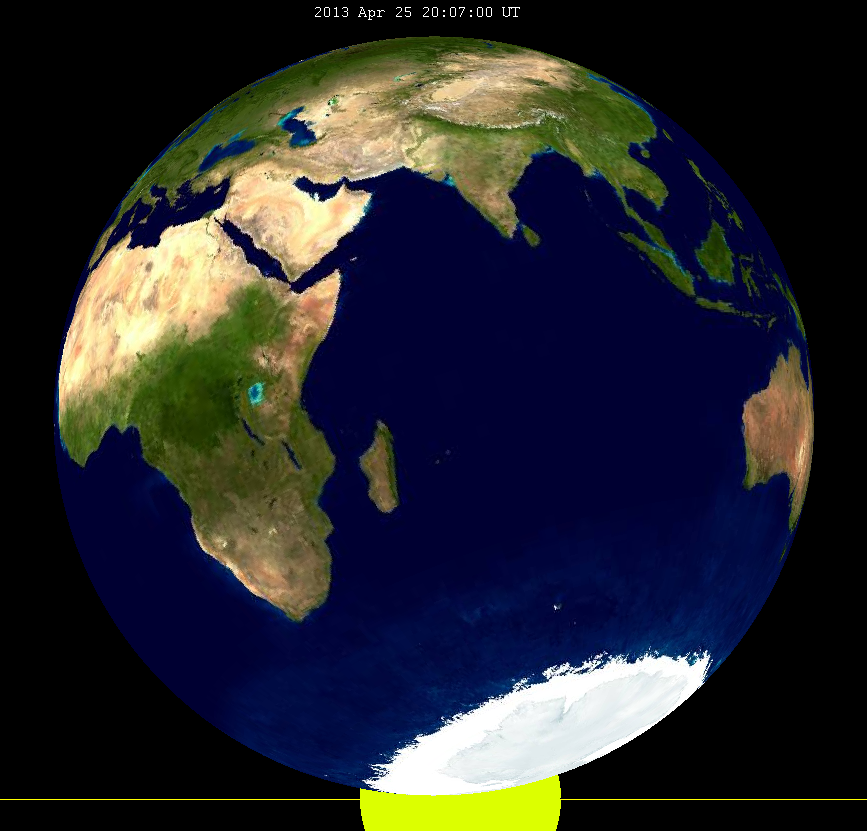
خسوف القمر 25 أبريل في أوروبا، وأفریقا، وآسیا واسترالیا

يحدث خسوف جزئي للقمر في 25 أبريل، 2013، وهو أول خسوف قمري من ثلاثة في 2013. جزء صغير من القمر سيغطى بظل الأرض في الخسوف الأقصى، لكن الجزء الشمالي من القمر سيظلم كاملًا. وهذا ثاني أقصر خسوف جزئي للقمر في القرن الحادي والعشرين، يدوم 27 دقيقة، من 19:54 حتي 20:21 بالتوقيت العالمي. في 29 سبتمبر، 2042، سيحدث خسوف جزئي آخر لما نسبته 0.3% من وجه القمر، ويدوم 12 دقيقة.

## الرؤية
سيكون الخسوف مرئياً في أوروبا، وأفريقيا، وآسيا، وأستراليا.

## وصلات خارجية
- صفحة الخسوف من ناسا